# Otto von Bülow (Diplomat)

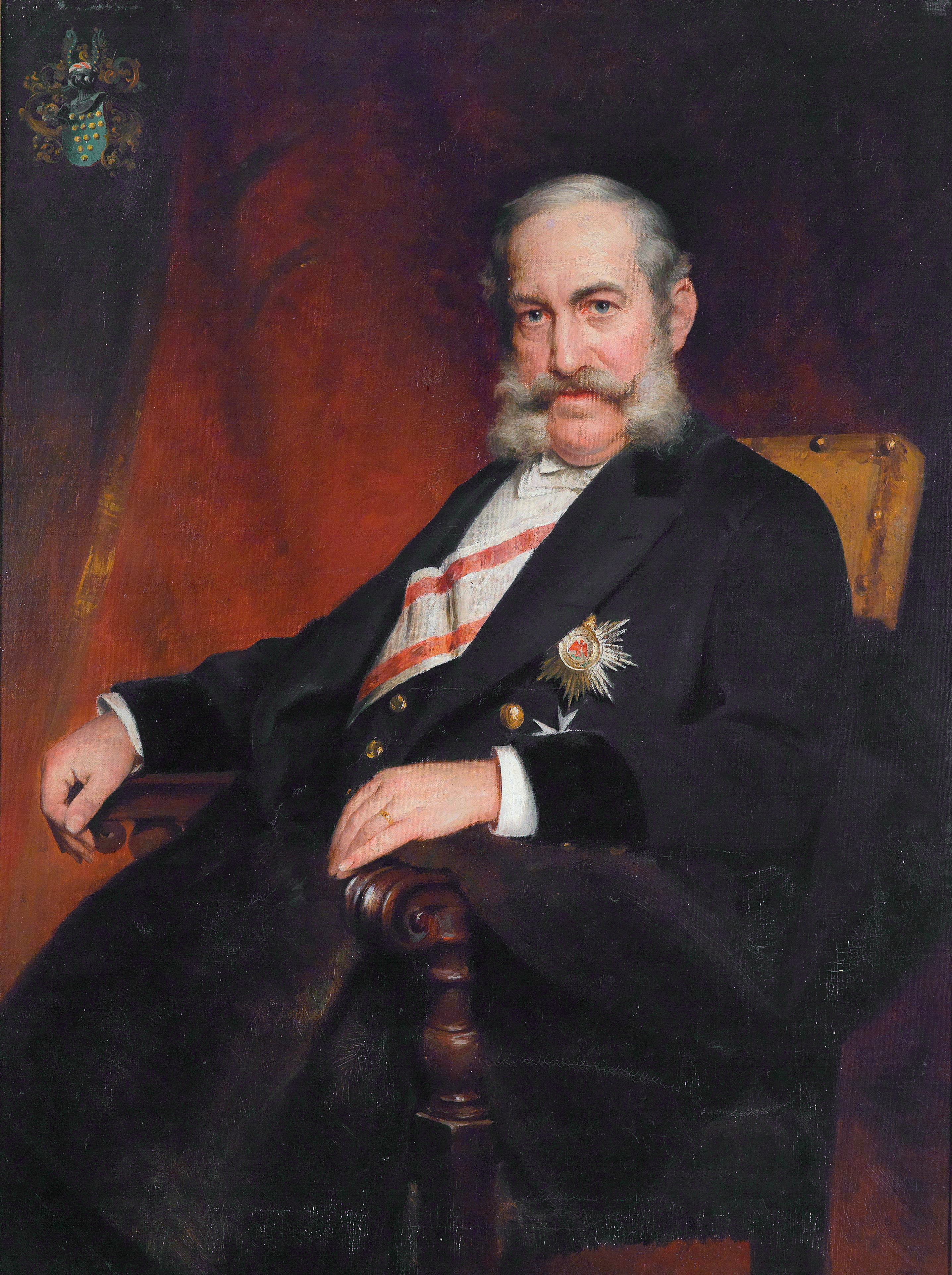
Bildnis Otto von Bülow (Georg Lampe zugeschrieben)

Hans Otto Theodor von Bülow (* 28. Dezember 1827 in Frankfurt am Main; † 22. November 1901 in Rom) war ein deutscher Diplomat.

## Herkunft
Hans Otto Theodor von Bülow, gemeinhin genannt Otto von Bülow, entstammte dem mecklenburgischen Uradelsgeschlecht von Bülow  (als „de Bulowe“ erwähnt in 1229). Er war der älteste Sohn des Königlich preußischen Geheimen Legationsrates Friedrich Karl von Bülow (* 8. September 1789 in Liethe; † 19. April 1853 in Berlin) und dessen zweiter Ehefrau Ida Pauline Natalie, geborene von Carlowitz (1806–1872). Sein Bruder Ernst Friedrich Albert (* 15. August 1829 in Berlin; † 9. Mai 1892 ebenda) wurde Königlich preußischer Generalmajor. Der General-Adjutant und Königlich preußische General der Kavallerie Karl Adolf Leopold (* 11. Januar 1837 in Berlin; † 12. Oktober 1907 in Potsdam) war ebenfalls sein Bruder.

Otto von Bülow ist ob der ausgebreiteten Familie mit vielen Emporkömmlingen auch verwandt mit Fürst Bernhard Heinrich Martin Karl von Bülow, dem vierten Deutschen Reichskanzler Bernhard von Bülow, der dieses Amt im Deutschen Kaiserreich von 1900 bis 1909 innehatte.

## Leben
Otto von Bülow studierte Rechtswissenschaften an der Friedrich-Wilhelms-Universität zu Berlin, an der Ruprecht-Karls-Universität Heidelberg und der Friedrichs-Universität Halle an der Saale. Er wurde 1844/45 im Corps Neoborussia Berlin, 1849 im Corps Marchia Halle und 1850 im Corps Saxo-Borussia Heidelberg aktiv. Nach Abschluss des Studiums ging er in die dreistufige preußische postuniversitäre Ausbildung im Jahr 1851 als Auskultator, die er 1853 als Referendar abschloss. Bereits 1856 folgte die Beförderung zum Assessor. Ein Jahr später war er als Hilfsexpedient Im Auswärtigen Amt tätig, wo er zehn Jahre später zum Expedienten befördert wurde, einer Art Sekretär im Staatsdienst. Im Jahr 1862 wurde er als Anwärter zum Legationsrat in Preußens diplomatischen Dienst berufen. Es folgte 1867 die Ernennung zum Wirklichen Legationsrat und zum Vortragenden Rat, was mit höherer Beamtenschaft zu bezeichnen war. 21 Jahre nach seinem Beginn im Staatsdienst wurde er 1872 zum Geheimen Legationsrat ernannt und 1879 mit den Direktorialgeschäften als sogenannter Dirigent in Ministernähe im Auswärtigen Amt (Abtlg. IB) betraut. Von Bülow war ab 1880 als Wirklicher Geheimer Legationsrat in den Diplomatischen Dienst im preußisch-deutschen Kaiserreich integriert, und zwar zur Zeit des ersten Reichskanzlers des Deutschen Reiches, Fürst Otto von Bismarck. Von 1881 bis 1882 war er preußischer Gesandter am Württembergischen Hof in Stuttgart. Es folgte ab 1882 eine Auslandsberufung als Gesandter nach Bern in die Schweiz. wo von Bülow weitere Beförderung zuteilwurde, die ihn berechtigte, ab 1890 den Titel Wirklicher Geheimer Rat mit dem Prädikat Exzellenz führen zu dürfen. In dieser Funktion war er unter anderem an der Verhandlung zur Berner Konvention beteiligt. Infolge der Diskrepanzen zwischen Kaiser Wilhelm II. und dem Reichskanzler und preußischen Ministerpräsidenten Otto von Bismarck und dessen Entlassung 1890 kam es auch zu personellen Änderungen im Diplomatischen Dienst. Die stets schwierigen Beziehungen zwischen dem Vatikan und dem religiös reformierten Preußen führten in dieser Zeit auch zu Unstimmigkeiten im deutschen Diplomatischen Corps, weshalb der preußische Gesandte für den Vatikan, Kurd von Schlözer 1892 abgelöst und durch Otto von Bülow als distinguiertem Gesandtem beim Heiligen Stuhl im Vatikan ersetzt wurde. Von Bühlow hatte dort das Amt des preußischen Gesandten bis zu seiner Pensionierung 1898 inne.

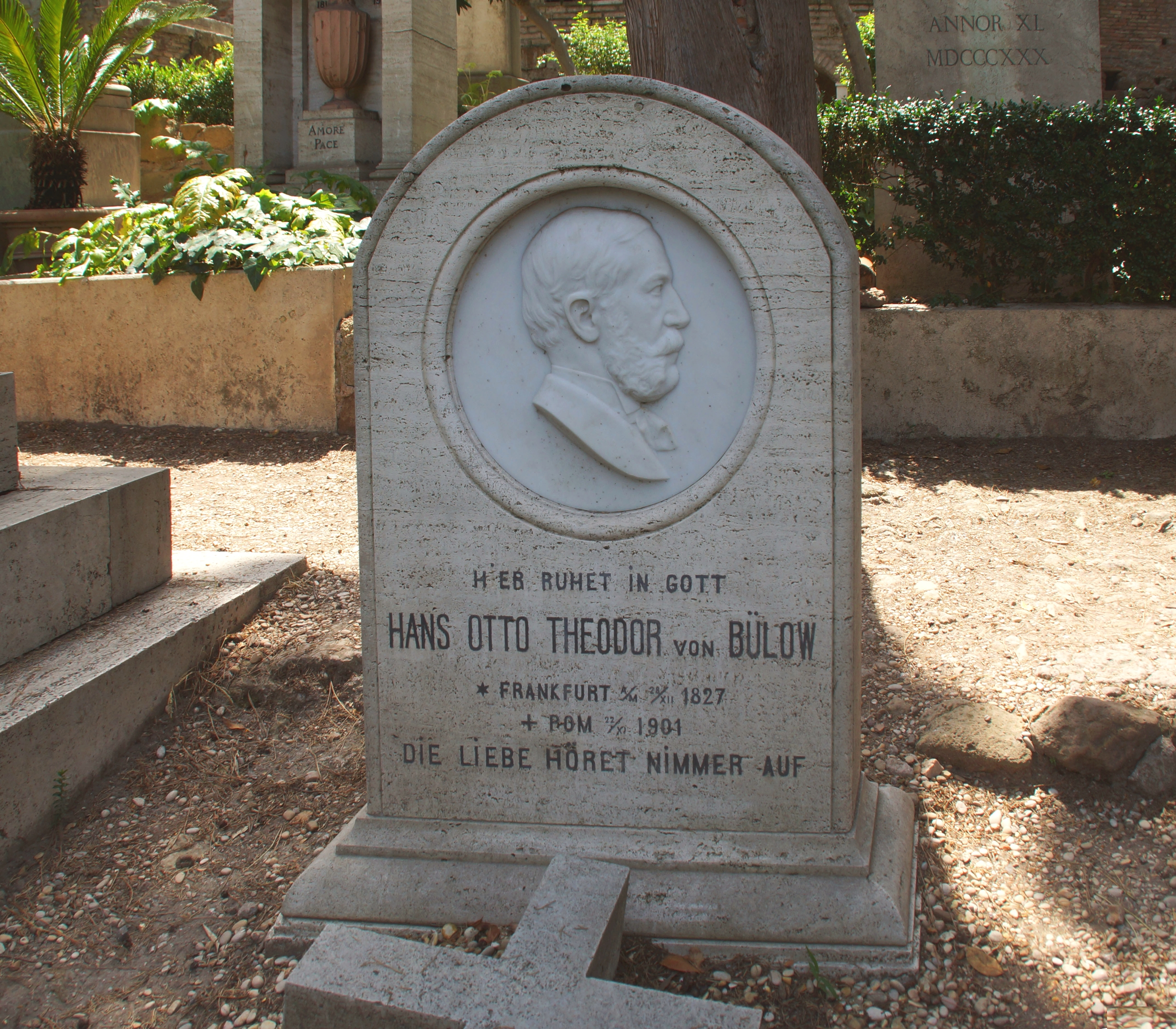
Grabstätte Otto von Bülow in Rom auf dem Campo Cestio, einem „Cimitero non cattolici“ (2014)

Otto von Bülow verstarb 1901 in Rom; seine Grabstätte befindet sich auf dem Protestantischen Friedhof Campo Cestio in Rom.

## Familie
Er heiratete am 3. August 1858 in Berlin Marie Meyer (* 27. November 1828 in Minden; † 24. Dezember 1861 in Berlin). Das Paar hatte einen Sohn:
- Ernst Otto Wilhelm Friedrich Nikolaus Albert (* 27. September 1859 in Berlin; † 27. September 1915 ebenda), Richter am Internationalen Gerichtshof in Alexandria, er heiratete am 7. April 1895 in Mailand Anna Christine Elsa Schricker (* 24. April 1874 in Straßburg).[11]

Nach dem Tod seiner ersten Frau heiratete er am 4. Oktober 1865 die in St. Petersburg in Russland geborene Martha Florowna von Doliva-Dombrowski (* 24. Januar 1830; † 20. Februar 1891), Witwe des Eugen von Schele († 19. August 1861). Mit ihr hatte von Bülow eine Tochter:
- Marie Pauline Viktoria (* 30. Juni 1866) ⚭ 1898 Rudolf von Scala. k.u.k Hofrat, Professor an der Universität Graz

## Auszeichnungen

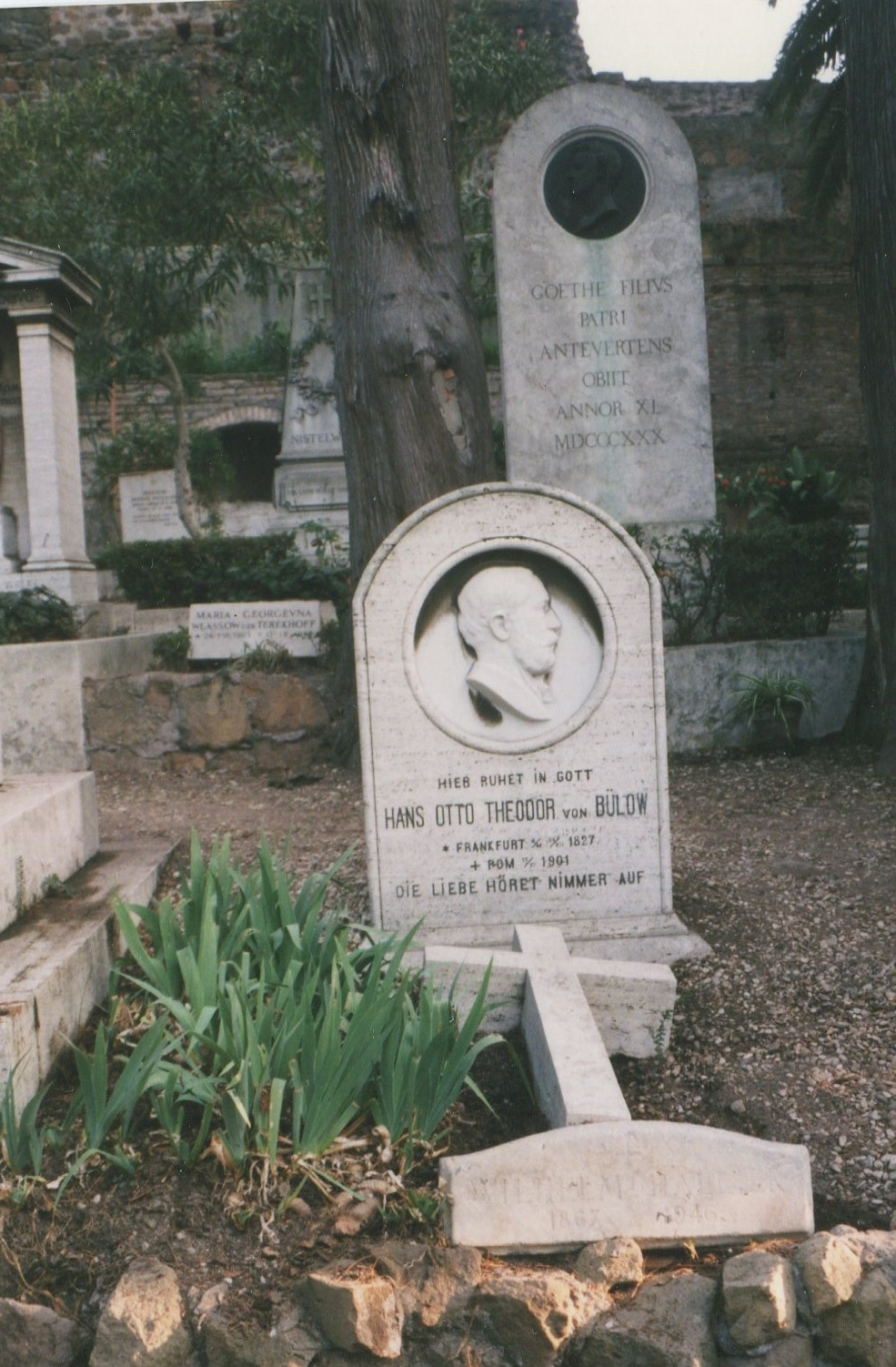
Bülows Grab in Rom

- Wirklicher Geheimer Rat, Exzellenz (Titel)
- Kammerherr
- Ehrenmitglied des Corps Neoborussia Berlin
- Roter Adlerorden 1. Klasse
- Rechtsritter des Johanniterordens (1878)[13]